# 30-ті до н. е.

## Події

### Рим

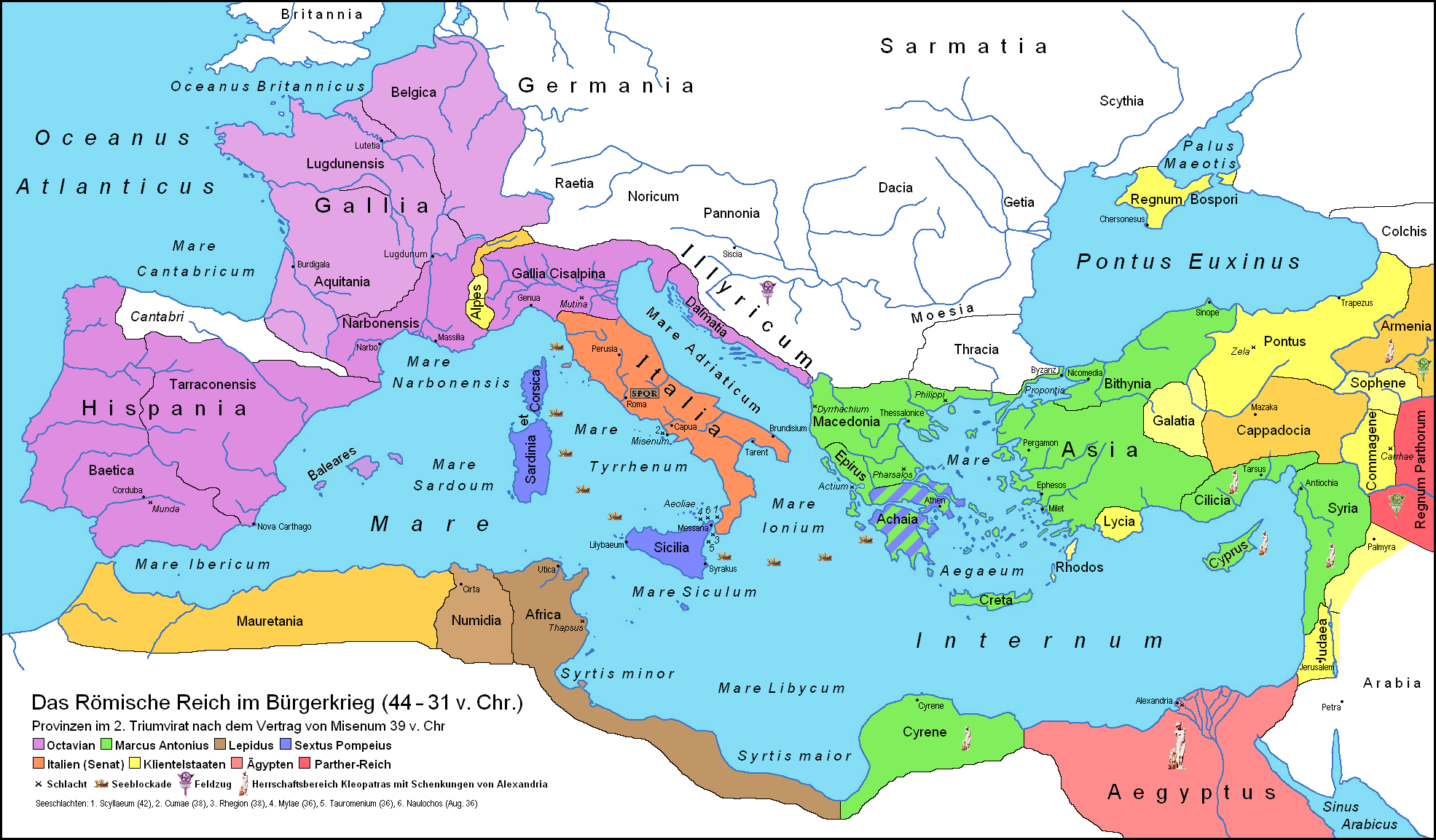
Римська імперія близько 39 року до н. е. Фіолетовим позначені території під контролем Августа, зеленим — Антонія, коричневим — Лепіда, рожевим — Птолемейського Єгипту, жовтим — інші клієнтські царства

До 33 року до н. е. продовжувалося правління Другого тріумвіату у складі Антонія, Августа та Лепіда.
В Єгипті правила Клеопатра VII, остання єгипетська цариця.
У 31 році до н. е. флот Августа розгромив флот Антонія і Клеопатри в битві поблизу мису Акції, перетворив Августа на самостійного правителя Римської республіки та відкрив йому шлях до проголошення себе імператором.

### Близький Схід
До 38 року до н. е. царем Парфії був Ород II. Йому спадкував син Фраат IV, який відбив напад Марка Антонія та зберіг незалежність Парфії у 36 році до н. е. На короткий час у 32 чи 31 році до н. е. царем був невідомого походження Тірідат II, який захопив трон завдяки незадоволеній Фраатом аристократії. Втім, Фраат зібрав військо й скоро вигнав узурпатора в Скіфію.

## Персоналії

### Діяльність
- Марк Антоній, римський політик та полководець
- Тит Лівій, давньоримський історик та письменник, молоді роки
- Сенека Старший, давньоримський філософ, молоді роки

### Померли
- бл. 40-35 років до н. е. Філодем, давньогрецький філософ та поет
- бл. 38-37 років до н. е. Ород II, цар Парфії